# Riccioli (inslagkrater)

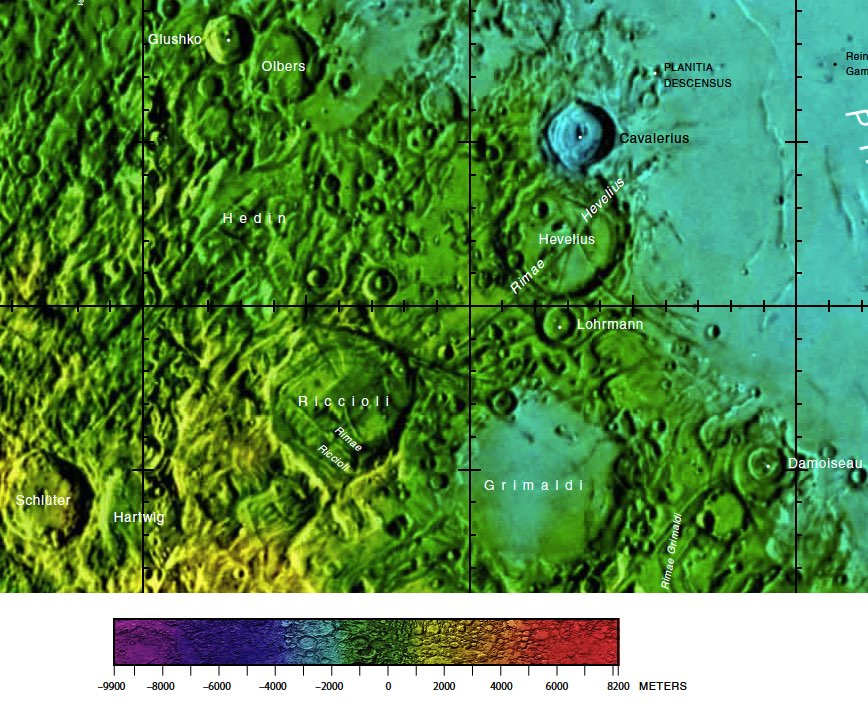
Ligging Riccioli (kaart USGS)

Riccioli is een grote inslagkrater op de Maan.

## Beschrijving
Riccioli is ouder dan de maanzee Mare Orientale in het zuidwesten want ejecta van de inslag die de Mare Orientale creëerde, liggen bovenop de krater. Dit puin ligt van noordoost tot zuidwest, parallel aan de noordoostelijke wand van Riccioli. Een aantal rilles, genaamd de Rimae Riccioli ligt over de bodem en overlangs de ejecta-richels. De noordelijke bodemhelft is donkerder door de lavabedekking en de overstroming van lava bedekt ook een aantal ejecta-richels en sommige rilles.

## Locatie
Riccioli heeft een diameter van 146 km en bevindt zich aan de westkant van de naar de Aarde toe gerichte zijde van de Maan. Riccioli ligt ten noordwesten van de nog grotere krater Grimaldi. In het zuidwesten liggen de kraters Hartwig en Schlüter die aan de noordoostelijke rand van Montes Cordillera liggen, de ringvormige bergketen die Mare Orientale omringt. Door zijn ligging wordt Riccioli vanaf de Aarde bijna van opzij bekeken.

## Naamgeving
De krater is genoemd naar de Italiaanse astronoom en jezuïet Giovanni Battista Riccioli, en werd aldus genoemd door en naar hemzelf als Ricciolus Soc. I. . Eerder bedacht Michael van Langren de benaming Bonvicini voor het donkere maregebied iets ten noorden van het centrale gedeelte van krater Riccioli . Op sommige maankaarten draagt dit donkere gebied de aanduiding Riccioli D. Johannes Hevelius gaf aan dit donkere gebied de benaming Stagnum Miris .

## Satellietkraters van Riccioli
Rondom Riccioli bevinden zich verscheidene kleinere kraters die genummerd werden, beginnend bij degenen die zich het dichtst bij het middelpunt van de krater bevinden.
| Riccioli | Breedtegraad | Lengtegraad | Diameter |
| -------- | ------------ | ----------- | -------- |
| C        | 0,6° NB      | 73,0° WL    | 31 km    |
| CA       | 0,6° NB      | 73,0° WL    | 14 km    |
| F        | 8,6° ZB      | 73,9° WL    | 28 km    |
| G        | 1,3° ZB      | 71,0° WL    | 15 km    |
| H        | 1,1° NB      | 74,9° WL    | 18 km    |
| K        | 2,2° ZB      | 77,5° WL    | 43 km    |
| U        | 5,7° ZB      | 72,8° WL    | 9 km     |
| Y        | 3,0° ZB      | 73,2° WL    | 7 km     |